# Giuffrida (métro de Catane)
Pour les articles homonymes, voir Giuffrida.
Giuffrida est une station de la ligne unique du métro de Catane. Elle est située sous le corso delle Province à proximité du croisement avec la via Vincenzo Giuffrida dans le quartier Borgo-Sanzio à Catane, en Italie.

## Situation sur le réseau

Plan du métro.

Établie en souterrain, Giuffrida est une station de la ligne unique  du métro de Catane. Elle est située entre la station Borgo, en direction du terminus ouest Nesima, et la station Italia, en direction du terminus sud-est Stesicoro.
Elle dispose des deux voies de la ligne encadrées par deux quais latéraux.

## Histoire
La station Giuffrida, est mise en service le 27 juin 1999, lors de l'ouverture à l'exploitation de la première section du métro de Borgo à Porto.

## Services aux voyageurs

### Accès et accueil
La station dispose de quatre bouches, équipées d'escaliers, sur le corso delle Province, complétées par deux ascenseurs toujours sur cette même voie. 

### Desserte
Giuffrida est desservie par les rames qui circulent sur l'unique ligne du réseau, entre Nesima et Stesicoro.

### Intermodalité
À proximité des arrêts de bus est desservi par les lignes 144, 247, 448, 635 et 544.

## À proximité
- Fontana dei Malavoglia (it)